# Stone Johnson
Stone Edward Johnson (ur. 26 kwietnia 1940 w Dallas, zm. 8 września 1963 w Wichicie) – amerykański lekkoatleta, sprinter.

## Kariera
W 1960 wynikiem 20,5 s wyrównał rekord świata w biegu na 200 m. W tym samym roku wystartował na igrzyskach olimpijskich, na których zajął 5. miejsce w biegu na 200 m z czasem 20,8 s, a także był członkiem sztafety 4 × 100 m, która została zdyskwalifikowana w finale po wygraniu zawodów z czasem lepszym od rekordu świata za przekroczenie strefy zmian. Reprezentował klub Grambling Tigers.
Po igrzyskach został profesjonalnym zawodnikiem futbolu amerykańskiego. W 1963 jako reprezentant klubu Kansas City Chiefs podczas sparingu przedsezonowego z Houston Oilers doznał kontuzji szyi. Zmarł 9 dni później, w nocy z 8 na 9 września, z powodu doznanych obrażeń (złamany piąty kręg szyjny, uszkodzony rdzeń kręgowy oraz zakrzep w pniu płucnym). Po jego śmierci klub zastrzegł numer 33, z którym grał.